# Somatogamie
Die Somatogamie (altgriechisch σῶμα sō̂ma „Leib“, γάμος gámos „Ehe, Hochzeit“) ist bei der sexuellen Fortpflanzung eine Form der Befruchtung, bei welcher keine spezialisierten Gameten (Geschlechtszellen) gebildet werden, sondern normale Zellen miteinander verschmelzen. Der Normalfall mit Gametenbildung wird dagegen als Gametogamie bezeichnet.
Somatogamie kommt bei Pilzen vor, und zwar bei Ständerpilzen und bei manchen Schlauchpilzen, zu denen auch Hefen wie die Backhefe gehören. Dabei können die verschmelzenden Zellen von verschiedenen Individuen stammen oder vom selben Individuum (Selbstbefruchtung). Nach der Fusion der Zellen (Plasmogamie) kommt es nicht gleich, wie bei anderen Lebewesen, zur Verschmelzung der Zellkerne (Karyogamie), sondern es folgt eine mehr oder weniger lange Dikaryophase, in der jede Zelle zwei Kerne enthält, also dikaryotisch ist.